# Caridina celebensis
Caridina celebensis е вид десетоного от семейство Atyidae. Видът не е застрашен от изчезване.

## Разпространение и местообитание
Разпространен е в Индонезия (Сулавеси), Китай (Фудзиен), Малайзия (Западна Малайзия), Филипини и Япония (Кюшу и Хоншу).
Обитава сладководни басейни, морета, реки и потоци.